# Jean-Pierre Bial
Pour les articles homonymes, voir Bial.
Jean-Pierre Bial est un officier français des guerres napoléoniennes né le 1er mars 1773 à Collonges-la-Rouge et mort en 24 avril 1859 dans le village voisin de Meyssac. Il participe à vingt-et-une campagnes de 1792 à 1814, et est blessé à quatre reprises sur le champ de bataille. Retiré du service en 1814 avec le grade de major, il devient maire de Collonges puis de Meyssac. Ses carnets, rédigés pendant une période de captivité à Leipzig, constituent un témoignage éclairant de la vie militaire sous la Première République et le Premier Empire.

## Biographie
Jean-Pierre naît à Collonges le 1er mars 1773,. Son père, Jean, y est intendant du prieuré de la ville ; sa mère s'appelle Toinette Poignet,.
Après avoir étudié à Brive-la-Gaillarde puis dans sa ville natale il entre dans la carrière militaire le 16 août 1792 comme lieutenant au 2e bataillon des volontaires de la Corrèze, rapidement incorporé au 44e régiment d'infanterie de ligne puis au 22e régiment de ligne.
Il participe à vingt-et-une campagnes :  
- de 1792 à 1795 dans les armées du Nord, en Belgique et Hollande ; il y est promu capitaine le 1er novembre 1793[3] ;
- de 1795 à 1798 dans les armées de Sambre-et-Meuse et d'Allemagne ;
- de 1799 à 1800 dans les armées de Hollande et de l'Ouest ;
- de 1800 à 1802 dans l'armée d'Italie ;
- de 1803 à 1805, dans l'armée des côtes de l'Océan
- et de 1805 à 1813, dans les campagnes de la Grande Armée en Autriche, Prusse, Pologne, Russie et Saxe. Il est nommé chef de bataillon au 72e régiment de ligne le 25 février 1809[3] et atteint le 20 juillet 1811 le grade de major (l'équivalent actuel de lieutenant-colonel)[3].

Il participe aux batailles de Jemmapes, d'Hondschoote, de Bergen, de Montebello, de Marengo, d'Ulm, d'Iéna, d'Austerlitz, d'Eylau, de Friedland, d'Eckmühl, d'Essling, de Ratisbonne, de Wagram, de Smolensk, de la Moskova, de la Bérézina, de Lützen, de Bautzen, de Dresde, de Leipzig, etc.
Le 14 juin 1804 au camp de Boulogne, il reçoit des mains de Napoléon lui-même la médaille de la Légion d'honneur que l'empereur vient de créer. En pleine bataille de Leipzig, alors qu'il combat dans le 56e régiment de ligne, il est nommé officier de la Légion d'honneur et créé baron de l'Empire,.
Il est blessé à quatre reprises : 
- une balle lui brise la jambe en septembre 1799 à la bataille de Bergen[3] ;
- un coup de baïonnette lui entaille la cuisse le 10 juin 1807 à Heilsberg[3] ;
- il reçoit un coup de fusil dans la poitrine à la bataille d'Essling le 22 mai 1809[3] ;
- enfin dans la débâcle de la bataille de Leipzig le 18 octobre 1813 un nouveau coup de feu lui transperce la poitrine et le bras[1], et le laisse pour mort[2],[4].

Après dix mois de captivité et de convalescence, Bial rentre chez lui en 1814 à la faveur d'un échange de prisonniers et prend sa retraite de l'armée en janvier 1815. Il devient brièvement maire de Collonges pendant les Cent-Jours.
Il épouse en 1817 Marie Thérèse Malepeyre, originaire de Brives,. Le couple a trois enfants nés entre 1818 et 1825 : Françoise, Paul et Victoire,. Jean-Pierre achète une propriété à cheval sur les communes de Collonges et de Meyssac et s'y fait construire une demeure, Bellerade, dont ses descendants adjoindront le nom à leur patronyme. Il exerce la charge de maire de Meyssac de 1830 à 1848.
Il meurt à Bellerade quatre ans après sa femme, le 24 avril 1859 à l'âge de 86 ans,. Il est inhumé au cimetière de Meyssac.

## Postérité
Ses récits de campagnes, rédigés pendant sa captivité à Leipzig, ont été publiés par un de ses descendants en 1927 puis à plusieurs reprises sous différents titres, par exemple Souvenirs des guerres de la Révolution et de l'Empire rédigés à Leipzig au dépôt des prisonniers : les carnets du colonel Bial, 1789-1814 / publ. d'après le manuscrit original par Gabriel Soulié, Paris, Les éditions de l'officine, 2003, 310 p. : portr., couv. ill. en coul. ; 24 cm (ISBN 2-914614-63-2).
Le premier chapitre, La Grande Peur de 1789, a inspiré un téléfilm de Michel Favart tourné en 1974 et diffusé sur FR3.

## Décorations
- Chevalier de la Légion d'honneur le 14 juin 1804[1] (ou le 15 août 1805[3]) ;
- Officier de la Légion d'honneur le 17 octobre 1813[3], confirmé le 17 mars 1815[1], sans rétroactivité[3] ;
- Chevalier de Saint-Louis en 1815[1] ;
- Médaille de Sainte-Hélène en 1857[1].